# Chapelle Notre-Dame-du-Bon-Conseil de Paris
Pour les articles homonymes, voir Notre-Dame.
La chapelle catholique dite Notre-Dame-du-Bon-Conseil est située au 6 rue Albert-de-Lapparent dans le 7e arrondissement de Paris. 

## Historique
La chapelle, commanditée par l'abbé Paul Guyot, a été édifiée par l'architecte François Delage, avec la collaboration de Paul Henry, René-André Coulon et Roger Faraut. Sa construction s'inscrit dans un programme de reconstruction de l'ancien carmel de la rue Albert-de-Lapparent.
En 2011, la chapelle est labellisée « Patrimoine du XXe siècle ».

## Description
La chapelle, construite en sous-sol, n'est pas visible depuis la rue. Les parois sont en panneaux de béton brut et imprimés de motifs en creux (conçus par Roger Faraut). Un percement en pavés de verre colorés permet à la lumière de la cour du bâtiment d'éclairer la chapelle souterraine.
Elle est rattachée à l'Église Saint-François-Xavier.